# Pieve di San Donato Milanese
La pieve di San Donato (in latino Plebis Sancti Donati) era il nome di un'antica pieve dell'arcidiocesi di Milano e del Ducato di Milano con capoluogo San Donato Milanese.
Il santo patrono era san Donato al quale è ancora oggi dedicata la chiesa prepositurale di San Donato Milanese.

## Storia
Attestata per la prima volta nel X secolo, la pieve di San Donato Milanese viene ampiamente descritta anche da Goffredo da Bussero che ce ne dà un quadro completo nel XIII secolo. Il capoluogo costituiva il primo punto di posta al quinto miglio sulla strada di Melegnano, come era chiamata nel medioevo l’attuale statale Emilia e antica via Mediolanum-Placentia. Nel XV secolo sappiamo che la canonica di San Donato Milanese disponeva di un prevosto e di sette canonici che si occupavano della cura d'anime delle sette chiese parrocchiali sottoposte al governo della pieve sandonatese. Ai canonicati, nel XVI si aggiunsero anche le rettorie di Santa Maria di Poaesco e di Zelo e il clericato di San Siro di Triulzo.
Col primo Rinascimento la pieve assunse anche una funzione amministrativa civile come ripartizione locale della Provincia del Ducato di Milano, al fine di ripartire i carichi fiscali e provvedere all'amministrazione della giustizia. Rispetto al comparto ecclesiastico tuttavia, la pieve secolare era più ampia a nord, comprendendo Morsenchio e probabilmente Lambrate, segno di una possibile podestaria sul tratto locale del fiume Lambro, che tuttavia si estinse nel Seicento.
Dall'epoca del concilio di Trento anche a San Donato Milanese si diffuse la tradizione della vicaria che andò de facto a sostituirsi con l'antica struttura plebana e così la città divenne sede di un vicariato foraneo, il che non fece altro che peggiorare la già instabile situazione religiosa che andava creandosi nel Cinquecento quando già la chiesa di San Martino di Zelo era stata creata parrocchiale nel 1581.
La pieve civile sopravvisse fino al 1797, allorquando il nuovo governo repubblicano instaurato dalle truppe francesi operò una riforma amministrativa che sostituì l'istituto plebaneo con nuovi ma effimeri distretti.
In ambito religioso invece, sostanziali mutamenti non ve ne furono sino al XX secolo quando i confini delle pievi dovettero supportare alcuni cambiamenti: in un primo momento rimasero le parrocchie di San Donato, Zelo e Poasco e successivamente, con i decreti del 15 giugno e del 17 dicembre 1963, vennero istituite rispettivamente le parrocchie di Santa Barbara di Metanopoli e Santa Maria Ausiliatrice di Certosa, e il 20 aprile 1966 anche la chiesa di Sant'Enrico di Metanopoli venne elevata a parrocchia. Un ultimo colpo di coda positivo, pervenne nel 1969 quando, alla soppressione del Vicariato di Linate, San Donato ingrandì i confini della propria pieve, ma per breve tempo in quanto anch'essa come le altre pievi lombarde, venne soppressa dai decreti arcivescovili del Cardinale Colombo nel 1972. San Donato divenne quindi sede di un decanato che comprende 10 parrocchie. Parte del suo antico territorio corrisponde oggi al Municipio 4 e al Municipio 5 di Milano.

## Territorio
Nella seconda metà del XVIII secolo, dopo l'annessione di Sorigherio a Poasco e l'aggregazione di Monticello a Bolgiano, di Selvanesco a Quintosole, del Castellazzo al Vigentino e di Trivulzo a San Donato, il territorio della pieve era così suddiviso:
| Pieve civile                            | Pieve ecclesiastica                    |
| Comune di San Donato Comune di Bolgiano | Parrocchia prepositurale di San Donato |
| Comune di Chiaravalle Comune di Nosedo  | Parrocchia di San Pietro e Santa Maria |
| Comune di Morsenchio                    | --                                     |
| Comune di Poasco Comune di Macconago    | Parrocchia di Santa Maria Assunta      |
| Comune di Quinto Sole                   | Parrocchia di Santa Maria Assunta      |
| Comune di Vigentino Comune di Vajano    | Parrocchia di Santa Maria Assunta      |
| Comune di Zelo Comune di Foramagno      | Parrocchia di San Martino              |

Si noti che fino alla rivoluzione francese l’abbazia regolare di Chiaravalle dedicata alla Madonna era distinta dalla chiesa parrocchiale secolare di San Pietro, oggi scomparsa.